# The Crash Lucha Libre
The Crash Lucha Libre es una empresa de lucha libre profesional mexicana fundada en 2011 con sede en Tijuana, Baja California, México. La promoción se basa principalmente en eventos en Tijuana, Ciudad de México y Monterrey. Tienen una relación de talento compartido con Promociones MDA en Monterrey y tuvieron una relación laboral con Impact Wrestling hasta que Konnan, el intermediario entre las dos promociones, dejó The Crash. También tienen una relación de trabajo actual con Defy Wrestling en Seattle, Washington, Estados Unidos.
The Crash se considera la tercera promoción profesional de lucha libre en México después de Consejo Mundial de Lucha Libre y Lucha Libre AAA Worldwide mucho más antiguas.

## Asociaciones
Aunque es poco frecuente, durante su historia, The Crash ha trabajado con otras promociones de lucha libre en esfuerzos de colaboración:
| Año                     | Empresa                                   |
| ----------------------- | ----------------------------------------- |
| 2014-2015 2024-presente | Asistencia Asesoría y Administración      |
| 2017-2018               | Global Force Wrestling / Impact Wrestling |
| 2018                    | Progress Wrestling                        |
| 2018-2019               | Consejo Mundial de Lucha Libre            |
| 2019                    | Oriental Wrestling Entertainment          |
| 2019                    | New Japan Pro-Wrestling                   |
| 2019                    | Ring of Honor                             |
| 2019-presente           | Major League Wrestling                    |

## Luchadores que han trabajado para The Crash
- Alberto El Patrón
- Alan Stone
- Andrade El Ídolo
- Ángel de Oro
- Austin Theory
- Bandido
- Bárbaro Cavernario
- Bestia 666
- Black Boy
- Black Danger
- Black Tauro
- Blue Demon Jr.
- Brian Cage
- Carístico
- Canek
- Charlie Haas
- Christie Jaynes
- Cibernético
- CIMA
- Cody Rhodes
- Daga
- DMT Azul
- Dragon Lee
- Dralístico
- Dr. Wagner Jr.
- El Cuatrero
- Elijah
- El Hijo de Dr. Wagner Jr.
- El Hijo del Fantasma
- El Hijo del Perro Aguayo
- El Hijo del Santo
- El Hijo del Solitario
- El Hijo del Vikingo
- El Mesías
- Flamita
- Forastero
- Fuerza Guerrera
- Fresero Jr
- Garza Jr.
- Gran Guerrero
- Gran Metalik
- Hanson
- Heavy Metal
- Jack Evans
- Jacob Fatu
- Jeff Hardy
- Jimmy Havoc
- Jonathan Gresham
- Jordynne Grace
- Juventud Guerrera
- KeMonito
- Keyra
- Kiera Hogan
- Konnan
- La Máscara
- Laurel Van Ness
- Lacey Lane
- Lady Flammer
- Lady Maravilla
- Laredo Kid
- Latin Lover
- Lince Dorado
- L. A. Park
- Mamba
- Marty Scurll
- Masha Slamovich
- Matt Hardy
- Matt Jackson
- Matt Riddle
- Máximo
- MJF
- Mecha Wolf
- Miranda Alize
- Mustafa Ali
- Negro Casas
- Nick Jackson
- Nick Wayne
- Niebla Roja
- Penta el 0M / Penta El Zero M
- Pete Dunne
- Psicosis
- Raymond Rowe
- Reina Isis
- Rey Escorpión
- Rey Fénix / Fénix el Rey
- Rey Horus
- Rey Mysterio Jr.
- Ricochet
- Rush
- Sabu
- Sammy Guevara
- Sansón
- Shelton Benjamin
- Súper Crazy
- Tessa Blanchard
- Texano Jr.
- Tinieblas Jr.
- Tony Casanova
- Travis Banks
- Trauma I
- Trauma II
- Trent Seven
- Tyler Bate
- Último Guerrero
- Último Ninja
- Willie Mack
- Zack Sabre Jr.
- Zumbi